# Trường phái hàn lâm

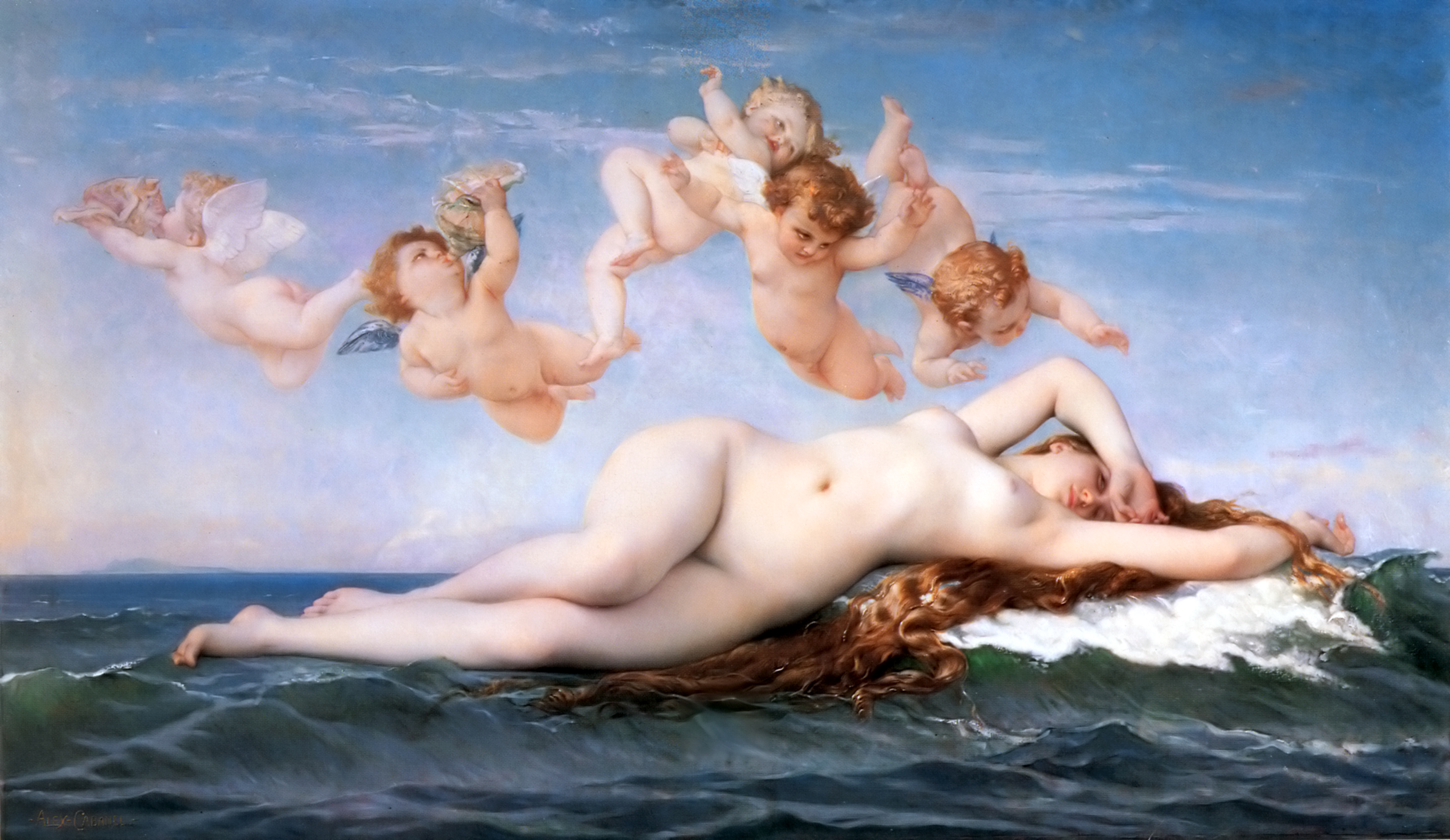
Birth of Venus, Alexandre Cabanel, 1863.

Nghệ thuật học viện (tiếng Pháp: art académique) hay chủ nghĩa học viện (académisme), còn gọi là chủ nghĩa hàn lâm, là một phong cách hội họa và điêu khắc phát triển chủ yếu vào thế kỷ 19, khai sinh từ những ảnh hưởng của các học viện nghệ thuật ở châu Âu.
Đặc biệt trong chủ nghĩa học viện là các nghệ sĩ bị chi phối bởi những tiêu chuẩn của Viện hàn lâm Mỹ thuật Pháp (Académie des beaux-arts). Họ hợp nên trào lưu Tân cổ điển và chủ nghĩa lãng mạn với những tên tuổi như William-Adolphe Bouguereau, Suzor-Coté, Thomas Couture, và Hans Makart. Trong ngữ cảnh này, chủ nghĩa học viện còn được gọi bằng các tên như chủ nghĩa kinh viện, art pompier (nghệ thuật khoa trương), chủ nghĩa chiết trung và đôi khi, chủ nghĩa lịch sử.